# إيبوت الثانية
إيبوت الثانية ، هي ملكة مصرية قديمة من الأسرة السادسة ، و كانت ابنة الملك بيبي الأول ، و زوجة الملك بيبي الثاني.

## ألقابها
حملت إيبوت الثانية ألقاباً كثيرة هي :
- ابنة الملك.
- ابنة الملك الكبرى.
- الأميرة الوراثية.
- زوجة الملك.
- زوجة الملك و حبيبته.
- زوجة ملك هرم من عنخ نفر كا رع
- من ترى حور وست.[4]

## مدفنها
يتألف مجمع هرم الملكة إيبوت الثانية من هرم و معبد جنائزي صغير. تم بناء المعبد في شكل حرف L اللاتيني. و قد دفنت بالقرب من هرم زوجها بيبي الثاني في سقارة، وقبرها يحتوي على نسخة من نصوص الأهرام.
و في واحدة من خبيئات المعبد الجنائزي اكتشف تابوت جرانيتي يخص ملكة أخرى هي الملكة عنخس إن بيبي الرابعة ، و هي زوجة أخرى من زوجات الملك بيبي الثاني. و ليس من الواضح تماما ما إذا كان عنخس إن بيبي الرابعة قد دفنت في مجمع الملكة إيبوت الثانية أم لا ، أو إذا كانت كانت قد دفنت في مكان آخر و أعيد دفنها خلال عصر الاضمحلال الأول.
و تابوت عنخس إن بيبي هذا منقوش بنص تاريخي مثير للاهتمام يلقي بعض الضوء على تاريخ الجزء الأول من الأسرة السادسة. و قد كان من الصعب جدا فك النص المدرج على التابوت، و لكن كان من الممكن إجراء ترجمة جزئية على الأقل. و من النص أصبح من الواضح الآن أن وسر كا رع حكم حوالي أربع سنوات ، و لكن ممارسة محو الذاكرة المكتوبة أدى في وقت لاحق إلى شطب اسمه من النقوش.